# رز هیل (شهرستان فرفکس، ویرجینیا)
رز هیل (به انگلیسی: Rose Hill) یک منطقهٔ مسکونی در ایالات متحده آمریکا است که در شهرستان فرفکس، ویرجینیا واقع شده‌است. رز هیل ۱۴٫۴۳ کیلومتر مربع مساحت و ۲۰٬۲۲۶ نفر جمعیت دارد و ۶۱٫۸۸ متر بالاتر از سطح دریا واقع شده‌است.